# Семейство Танер
„Семейство Танер“ (на немски: Geschwister Tanner) е роман от швейцарския писател Роберт Валзер (1878-1956), публикуван през 1907 г.
„Семейство Танер“ е първият роман на Роберт Валзер. Заедно с другите 2 романа „Помощникът“ (1908) и „Якоб фон Гунтен“ (1909) тази поредица образува особен автобиографичен триптих, в който Валзер описва своя младежки живот чрез различни герои, станали представителни за цяла една социална прослойка. Това е прослойката на „безделниците“, „скитниците“ и „мечтателите“, които се чувстват отхвърлени от буржоазното общество и правят безуспешни опити да намерят своето място в една враждебна и прозаична действителност.
Сложното семейство
Действието на романа „Семейство Танер“ се развива в началото на столетието в Швейцария. Негови „герои“ са петте деца на Танерови – Зимон, Каспар, Клаус, Емил и Хедвиг. Но четиримата братя и сестрата не са представени равностойно, централен образ в романа е Зимон Танер, симпатичен, но „вятърничав“ двадесетгодишен младеж. Зимон опитва работа на различни места, но никъде не се задържа задълго. Той има много красив почерк и това му дава възможност да работи като писар при един адвокат, а после в една търговска кантора. Вече е бил служител в банка и в книжарница, но и там са го уволнявали поради несериозното му отношение към труда.
Животът на Зимон
Накрая Зимон заживява във вилата на госпожа Клара Агапая – една красива, мечтателна дама с епилептични припадъци. Там идва и братът на Зимон – художникът Каспар Танер и така заживяват тримата. Между госпожа Клара и Зимон се завързват интимни отношения, но тя изпитва нежни чувства и към двамата братя. Усвоил умението да съществува, като изразходва минимални средства, Зимон живее без определени планове и намерения. С госпожа Клара, брат си Каспар, сестра си Хедвиг и нейния приятел Себастиан той се разхожда в топлите летни вечери из Цюрих, после в пристъп на нежност се обяснява в любов на госпожа Клара или се хваща на работа за няколко седмици и пише спомени за детството си, но после в яда си ги скъсва. През зимата той тръгва пеша към селото, където учителства сестра му Хедвиг и по пътя се натъква на Себастиан, който е замръзнал в снега. Себастиан е поет с неуравновесен характер и слаба воля; неговата смърт потриса Зимон, защото му подсказва, че подобна може да бъде и собствената му съдба.
Зимон остава при сестра си до лятото. Прекарва времето си в лежане на тревата и в размисли, в поддържане на домакинството и разговори със сестра си. Хедвиг го обича, но изпитва към него и малко презрение заради негодността му да се устрои в живота. На село Зимон пише малка скица „Селски живот“, в която разсъждава за своето положение и за живота наоколо. Така преминават дните му в „чисто съзерцание и размисъл“.
Вратата на живота
После Зимон отново се връща в Цюрих и работи там пак само три седмици като прислужник на една красива и богата дама. Една вечер в гостилницата той чува, че говорят за някакъв младеж, който бил много надарен и вдъхвал най-големи надежди, но не успял да ги оправдае и накрая стигнал до лудницата. Зимон разбира, че става дума за третия му брат, Емил. Новината го разтърсва, понеже отдавана не е чувал нищо за брат си, дори го е забравил. Зимон отреагирва потреса си, като произнася дълга реч за наследствеността, съдбата и човешкото нещастие.
Накрая Зимон отново отива при госпожа Клара, която е започнала да се грижи за бедните и бездомните. Зимон не може да промени живота си и винаги намира за себе си оправданието: „Денят е прекалено хубав, за да го оскверня с труд.“ Така той продължава да живее „вятърничаво“ в очакването да стане някакво чудо. В края на романа той разсъждава отново за съдбата си и отбелязва: „Все така стоя пред вратата на живота, хлопам ли хлопам, наистина не много бурно, и с любопитство се ослушвам дали някой ще дойде да дръпне резето.“
Този първи роман на Роберт Валзер, написан на двадесет и деветгодишна възраст, е по-ведър от следващите два, но според критиката е по-многословен и с по-неизяснена форма. Това също е своеобразен „образователен роман“, създаден в традицията на Готфрид Келер и неговата творба „Зеленият Хайнрих“. Но героят на Валзер почти не претърпява развитие, затова той е, ако може така да се каже, първият „антигерой“ в швейцарската литература, станал любим образ на Франц Кафка.
Както в „Помощникът“, така и тук, значително място в произведението заемат описания на швейцарския пейзаж. Атмосферата на романа представлява смесица от еуфория и униние. Или, както казва Мартин Валзер: „Тук радостта и тъгата живеят заедно, отчаянието и възторгът израстват от един и същи клон и непрекъснато се обгръщат взаимно.“ Но за разлика от „Помощникът“ и „Якоб фон Гунтен“ в първия роман на Роберт Валзер преобладава нежната ведрост, която намира израз в един крайно нюансиран и изящен език.
Предопределението
И този роман е до голяма степен автобиографичен. Всъщност тук писателят обрисува собственото си семейство. В образа на художника Каспар Танер той представя собствения си брат Карл Валзер, сценограф и илюстратор на книгите му, при когото Роберт живее от 1905 до 1913 година в Берлин. Прототип на учителката Хедвиг Танер е сестрата на Валзер Лиза, а на Клаус Танер – другият му брат Херман Валзер, който по-късно става професор по география в Берн. Нещастната участ на Емил Танер съответства на съдбата на Ернст Валзер, третия брат, който става пациент на клиниката за душевноболни Валдау. Фактически това е същото лечебно заведение, където самият Роберт Валзер е настанен през 1929 година след няколко опита за самоубийство. Така романът е и своеобразна прогноза за собствената съдба. Ясно е, че в образа на Зимон Танер, който пише стихове и непрекъснато се стреми да се освободи от крайните си фантазии и непрестанни размишления, Роберт Валзер рисува самия себе си.
Отношенията между децата на Танерови са описани с необикновена интензивност – те са показани като някаква общност на свръхчувствителни хора, заобиколени от безчувствен и социално несправедлив свят.